# Тольф, Ноа
Ноа Клас Тольф (швед. Noah Klas Tolf; род. 13 августа 2005) — шведский футболист, полузащитник «Гётеборга».

## Клубная карьера
Является воспитанником «Гердскена». В марте 2021 года перешёл в молодёжную команду «Гётеборга». В начале 2024 года начал тренироваться с основной командой. 29 апреля в матче с «Броммапойкарной» дебютировал в чемпионате Швеции, заменив на 85-й минуте Кольбейдна Тоурдарсона.

## Карьера в сборной
В июне 2020 года вызывался на сбор в национальный лагерь для юношей 2005 года рождения на Босёне.

## Клубная статистика
| Выступление       | Выступление      | Выступление      | Лига | Лига | Кубки | Кубки | Конт. кубки | Конт. кубки | Итого | Итого |
| Клуб              | Лига             | Сезон            | Игры | Голы | Игры  | Голы  | Игры        | Голы        | Игры  | Голы  |
| ----------------- | ---------------- | ---------------- | ---- | ---- | ----- | ----- | ----------- | ----------- | ----- | ----- |
| Гётеборг          | Алльсвенскан     | 2024             | 2    | 0    | 0     | 0     | 0           | 0           | 2     | 0     |
| Гётеборг          | Итого            | Итого            | 2    | 0    | 0     | 0     | 0           | 0           | 2     | 0     |
| → Вестра Фрёлунда | Дивизион 2       | 2024             | 6    | 0    | 0     | 0     | 0           | 0           | 6     | 0     |
| → Вестра Фрёлунда | Итого            | Итого            | 6    | 0    | 0     | 0     | 0           | 0           | 6     | 0     |
| Всего за карьеру  | Всего за карьеру | Всего за карьеру | 8    | 0    | 0     | 0     | 0           | 0           | 8     | 0     |